# Pierluigi Ciriaci
Pierluigi Ciriaci (Roma, 4 febbraio 1946 – Roma, 6 marzo 2009) è stato un regista italiano.

## Biografia
Inizia a lavorare nel mondo del cinema negli anni settanta come direttore di produzione per i film La vacanza, diretto da Tinto Brass, Il bacio di Mario Lanfranchi e Il giorno dei cristalli  di Giacomo Battiato. Negli anni ottanta passa alla regia dirigendo nel 1987 Delta Force Commando e Soldier of Fortune (Soldato di ventura) di cui è anche sceneggiatore, mentre nel 1990 è la volta di Delta Force Commando II: Priority Red One con lo pseudonimo di Frank Valenti.
Nel 1980 è assistente alla regia di Barbara di Gino Landi, con protagonista Raffaella Carrà, e nel 1989 codirige Beyond the door III insieme a Jeff Kwitny. Nel 1991 è stato aiuto regista nel film Caino e Caino di Alessandro Benvenuti e, nel 1993, ancora aiuto regista nel film Belli al bar, anch'esso diretto da Alessandro Benvenuti. Nel 1994 codirige Ivo il tardivo insieme al regista Alessandro Benvenuti. Nel 1996, ha codiretto Albergo Roma di Ugo Chiti con Alessandro Benvenuti, Claudio Bisio e Debora Caprioglio.
Nel 1998 collabora alla realizzazione de L'amico del cuore di Vincenzo Salemme. Nel 2000 è aiuto regista nel film Volesse il cielo!, sempre di Vincenzo Salemme. Nel 2006 è aiuto regista nel film Vita Smeralda diretto da Jerry Calà.

## Filmografia
- Delta Force Commando (1987)
- Afganistan - The Last War Bus (1989)
- Delta Force Commando 2 (1990)
- Soldier of Fortune (Soldato di ventura) (1990)
- Il pulpito (1992)